# Sancho Garcés de Navarra
Sancho Garcés († nach dem 29. November 1074) war ein Angehöriger des Hauses Jiménez. Er war ein unehelicher Sohn des Königs García III. von Navarra und damit ein Halbbruder des Königs Sancho IV. von Navarra.
Sancho Garcés wird erstmals am 7. Dezember 1057 mit seiner Frau Constanza urkundlich genannt. Er war Herr von Uncastillo und Sangüesa. Einer wenig glaubwürdigen Überlieferung aus dem 12. Jahrhundert zufolge habe er seine Halbschwester Alberta vergewaltigt, welche die Ehefrau des Königs Sancho II. von Kastilien war, worauf er an den Hof seines Onkels Ramiro I. von Aragón fliehen musste, der wiederum der Rache des Königs von Kastilien in der Schlacht von Graus zum Opfer fiel. Tatsächlich hatte García III. von Navarra keine Tochter namens Alberta. Mit seiner Frau wird Sancho Garcés letztmals am 29. November 1074 urkundlich genannt, als er von Sancho IV. eine Schenkung erhielt. Ob er bei der Ermordung seines Halbbruders Sancho IV. 1076 noch lebte, ist also unklar.
Aus seiner Ehe hatte Sancho Garcés zwei Kinder:
- Estefanía Sánchez († nach 19. April 1129), ⚭ mit Fruela Díaz, Mayordomo des Königs Alfons VI. von León-Kastilien.
- Ramiro Sánchez (1070–1116); Vater des Königs García IV. von Navarra.